# Omikron: The Nomad Soul
Omikron: The Nomad Soul (в Европе игра называется The Nomad Soul, с англ. — «Омикрон: Душа кочевника») — компьютерная игра в жанре квеста с элементами файтинга, шутера от первого лица и RPG, разработанная французской студией Quantic Dream и изданная британской компанией Eidos Interactive. Игра была выпущена на Windows и Dreamcast в 1999 и 2000 годах соответственно. В основе сюжета — расследование дела о серийных убийствах в городе Омикрон, которое раскрывает сверхъестественную правду о его древней истории. Игрок участвует в рукопашных схватках и перестрелках, может исследовать трёхмерный город и разговаривать с неигровыми персонажами для продвижения по сюжету.
Omikron — первая игра в истории Quantic Dream. Её создатель, бывший композитор Дэвид Кейдж, приступил к написанию сценария в 1994 году, а через три года он подписал контракт с Eidos на издание игры. В создании Omikron принимал участие Дэвид Боуи — он «сыграл» сразу двух героев по технологии захвата движения, участвуя также в создании их дизайна, и совместно с Ривзом Гэбрелсом написал десять оригинальных песен. На разработку игры ушло два с половиной года. Omikron: The Nomad Soul получила в основном положительные отзывы от критиков и игроков — основными её плюсами называли графику, саундтрек от Боуи, сюжет, модели героев, озвучку и боевую систему, однако в качестве недостатков отмечали неудобное управление, долгие загрузки и слишком «разножанровый» геймплей. Игра показала довольно высокие продажи в 600 тысяч копий по всему миру и была номинирована на различные награды в области компьютерных игр. Изначально планировалось продолжение, но его отменили из-за ряда обстоятельств.

## Игровой процесс

Игровой процесс The Nomad Soul. Персонаж игрока, находящийся посередине, исследует окрестности Омикрона

Omikron: The Nomad Soul представляет собой квест с видом от третьего лица с элементами шутера и файтинга, но во время перестрелок с противниками, игра автоматически переключается на вид от первого лица. Игрок исследует трёхмерный город Омикрон, передвигаясь пешком или бегом, а также используя транспорт «Слайдеры» (англ. Sliders) и лифт, если персонаж находится в здании. Игрок может заходить в абсолютно любое помещение — от магазинов и баров до ресторанов и концертных помещений. Боевые навыки, устойчивость к урону и скорость передвижения персонажа со временем улучшаются. Игрок также может уклоняться, прыгать, приседать и драться руками и ногами. В бою персонаж может совершать спец-удары с помощью определённых комбинаций кнопок. Чтобы открыть список комбинаций ударов, игрок должен купить за сетеки, местную внутриигровую валюту, в библиотеке книгу о боевых искусствах, где и будут расписаны все комбо. В Омикроне присутствуют водоёмы, в которых у игрока расходуется кислород, если он ступит в воду. Кроме того, со временем у персонажа истощается энергия, которую можно восполнить медикаментами, едой, напитками или специальными зельями. Уровни маны означают способность произносить заклинания и увеличиваются с помощью зелий. В случае смерти, или же по своему желанию, игрок перевоплощается в тело первого неигрового персонажа, который взаимодействует с главным героем. Тело каждого персонажа обладает своими особенностями — например, быстрее бегает или хорошо дерётся. Однако после реинкарнации в другого NPC все файлы с сохранениями игры, сделанные предыдущим персонажем, уничтожаются.
Чтение внутриигровых сообщений, общение с NPC и собирание предметов играют важную роль в прогрессе игрока. Они снабжены компьютерным терминалом, именуемым в игре SNEAK, который используется для доступа к информации о персонажах и важных для сюжета фактов, вызова «Слайдера» и открытия инвентаря с предметами. Все предметы, помещаемые в инвентарь, можно использовать — например, автомат, используемый в перестрелках. Игрок также должен находить волшебные кольца, служащие точкой сохранений; в них также можно купить за сетеки советы для получения ключевой информации о NPC для сюжета. За них также можно получить патроны для оружия. Если инвентарь полон, другие предметы могут быть перенесены в «Мультиплан» — более крупный инвентарь, который находится в разбросанных по миру терминалах. Мир в игре интерактивен — все события происходят независимо от игрока и в реальном времени.

## Сюжет

### Сеттинг
Действие Omikron разворачивается в одноимённом футуристическом городе — густонаселённом мегаполисе мира Фаэнон. Омикрон находится под огромным хрустальным куполом, который был построен для защиты от ледникового периода. Город разделён на несколько районов — Анекба (англ. Anekbah), Калисар (англ. Qalisar), Джаунпур (англ. Jaunpur), Джахангир (англ. Jahangir) и Лахор (англ. Lahore). Жителям Омикрона запрещено покидать свои районы, поэтому каждый из них развивался независимо, что отражается в образе жизни своих жителей и архитектуре районов.

### Сценарий
В начале игры омикронский полицейский под кодовым именем Кайл 669 просит игрока покинуть их измерение и войти в Омикрон в своём теле. После этого игрок расследует серийные убийства, над которыми изначально работали Кайл и его напарник. Своё расследование персонаж начинает в Анекбе — там он обнаруживает, что серийный убийца, которого они ищут, является не человеком, а демоном. Члены подпольного антиправительственного движения связываются с Кайлом и подтверждают свои подозрения. По мере расследования выясняется, что командир Гандхар, один из главных полицейских Омикрона, — на деле демон, притворяющийся человеком и заманивающим человеческие души в Омикрон из других измерений мира Фаэнон с помощью Души Кочевника. Кайл, попросивший у игрока помощи, оказался ненастоящим — если игровой персонаж умрёт, то реальный человек, играющий в игру, навсегда потеряет свою душу. Несмотря на множество покушений на главного героя со стороны других демонов, игрок уничтожает Гандхара с помощью сверхъестественного оружия.
После этой победы антиправительственное движение «Пробуждённые» (англ. The Awakened) приглашает игрока присоединиться к ним. Движение работает вместе с древним религиозным орденом, возглавляемым мистическим существом Боз, которое существует в электронной форме в компьютерных сетях Омикрона. «Пробуждённые» называют главного героя «Душой кочевника», так как он может менять своё тело и внешность по своему желанию. Впоследствии герой узнаёт, что все происходящие события в Омикроне — продолжение давней битвы между людьми и демонами, которыми руководит могущественный Астарот. Он был изгнан в глубины Омикрона давным-давно, а теперь медленно восстанавливает свою силу, используя демонов как для сбора душ, так и выдачи себя за высокопоставленных членов правительства. Душа Кочевника уничтожает Астарота, используя древнюю магическую технологию. Затем он возвращается в своё собственное измерение, предотвратив захват своей души демонами.

## Разработка и выпуск

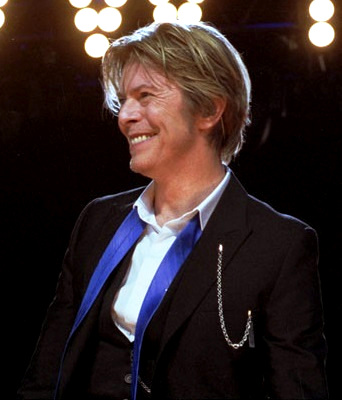
Дэвид Боуи «сыграл» в этой игре сразу две роли, что стало для музыканта единственным подобным проектом в его карьере

Дэвид Кейдж, до этого работавший игровым композитором в течение 15 лет, начал писать сценарий к The Nomad Soul в 1994 году, вдохновившись игрой Battle Arena Toshinden. Сценарий занял более двухсот страниц бумаги, и после завершения его написания, Кейдж показал его своим коллегам по работе. Однако его сценарий коллеги не оценили, сказав, что такую игру сделать технически невозможно. В надежде доказать их неправоту, Дэвид с друзьями сделал из студии звукозаписи собственный офис. Чтобы создать собственный игровой движок и сделать на нём прототип будущей Omikron за свои деньги, у команды был срок в полгода. В 1997 году начинающий геймдизайнер отправился в Лондон, где созвонился с представителями издателя Eidos Interactive. Издатель оказался настолько впечатлён прототипом и сценарием, что контракт на издание Omikron был подписан уже к полудню следующего дня после встречи. Полноценная разработка The Nomad Soul началась месяц спустя, а через два месяца на Electronic Entertainment Expo был продемонстрирован прототип.
С этой игрой Кейдж хотел создать «опыт, подобный фильму, но с полным погружением» и смешать несколько жанров. Изначально он не собирался вводить в игру вид от первого лица, так как подобные игры у него вызывали головную боль — он добавил его исключительно по просьбе издателя. По словам Дэвида, боевая система вдохновлялась Tekken 2. Во время создания, Кейдж написал издателю имена артистов, с которыми хотел бы поработать — ими оказались Бьорк, группы Massive Attack и Archive, и Дэвид Боуи. По просьбе старшего дизайнера Eidos Филипа Кэмпбелла, в проект пригласили Боуи, попросив также написать музыку к игре. Известный рок-певец написал десять оригинальных песен к Omikron вместе с гитаристом Ривзом Гэбрелсом и провёл две недели в Париже для отыгрыша ролей по технологии захвата движения. Боуи сыграл персонажа Боз и солиста местной музыкальной группы, выступающей в окрестностях Омикрона; Гэбрелс и музыкантка Гэйл Энн Дорси также «сыграли» членов группы. Кейдж тратил по 30 часов на съёмку захвата движения. Главным приоритетом Боуи было наполнить Omikron «эмоциональным подтекстом», и он считал своё участие в игре успехом. Жена Боуи, фотомодель Иман, сыграла безымянного персонажа, в которого игрок может перевоплотиться. Композитор Ксавье Деспас сочинил эмбиент к The Nomad Soul. По некоторым данным, Боуи также принимал участие в написании своих персонажей и сам прорабатывал их дизайн. Как рассказывал Дэвид Кейдж в интервью журналу «Домашний ПК», работать с музыкантом было «одно удовольствие» — Дэвид с громадным уважением относился к миру, который сотворили разработчики. Когда Боуи подключился к проекту, он воскликнул: «Боже мой, ничего не меняйте ради меня». Сам же артист говорил, что роль персонажа компьютерной игры не сильно отличается от роли в фильме, оценив возможность побыть кем-то, кого не существует в реальности, а также что хотел выглядеть в Omikron на 24 года моложе, и что Зигги Стардаст стал бы неплохим игровым героем. На разработку Omikron ушло два с половиной года.
The Nomad Soul на территории Северной Америки получила подзаголовок Omikron. Разножанровый квест вышел на Windows 31 октября 1999 года в Европе; в Северной Америке выпуск состоялся 5 ноября. 22 июня и 23 июня 2000 года в Европе и Северной Америке соответственно Omikron была портирована на Dreamcast. Изначально планировалась версия для PlayStation на май 2000 года, но её отменили из-за коммерческого провала порта на Dreamcast. К этому моменту было завершено 70 % работы над ней; также была отменена версия на PlayStation 2. После смерти Дэвида Боуи в январе 2016 года, The Nomad Soul была бесплатно доступна в течение одной недели.

## Отзывы критиков
| Сводный рейтинг       | Сводный рейтинг | Сводный рейтинг | Сводный рейтинг |
| Издание               | Оценка          | Оценка          | Оценка          |
| Издание               | Общая           | Dreamcast       | PC              |
| --------------------- | --------------- | --------------- | --------------- |
| GameRankings          | N/A             | 66,14 %         | 74,81 %         |
| «Критиканство»        | 81/100          | N/A             | N/A             |
| Иноязычные издания    |                 |                 |                 |
| Издание               | Оценка          | Оценка          | Оценка          |
| Издание               | Общая           | Dreamcast       | PC              |
| AllGame               | N/A             | [ 5 ]           | [ 34 ]          |
| Eurogamer             | N/A             | N/A             | 7/10            |
| GamePro               | N/A             | [ 35 ]          | [ 10 ]          |
| GameRevolution        | N/A             | N/A             | A               |
| GameSpot              | N/A             | 5,2/10          | 6/10            |
| IGN                   | N/A             | 6,7/10          | 8,5/10          |
| PC Gamer (US)         | N/A             | N/A             | 68 %            |
| Русскоязычные издания |                 |                 |                 |
| Издание               | Оценка          | Оценка          | Оценка          |
| Издание               | Общая           | Dreamcast       | PC              |
| Absolute Games        | N/A             | N/A             | 85 %            |
| Game.EXE              | N/A             | N/A             | 4,5/5           |
| «Домашний ПК»         | N/A             | N/A             | [ 42 ]          |
| «Игромания»           | N/A             | N/A             | 8,7/10          |
| «НИМ»                 | N/A             | N/A             | 7/10            |
| «Страна игр»          | 8,5/10          | N/A             | N/A             |

Игра получила в основном положительные отзывы от критиков. Согласно порталу GameRankings, версии для ПК и Dreamcast имеют 75 % и 66 % соответственно.
Рецензируя версию для Dreamcast, Гленн Вигмор из AllGame назвал игру «уникальной», написав, что её графика выполнена настолько хорошо, что Omikron «создаёт атмосферу гигантского, тёмного и осязаемого мира». Он также похвалил разнообразие игры, персонажей и хорошую озвучку, а боевую систему он назвал «забавной». Крис Купер из этого же сайта оценил ПК-версию пятью звёздами из пяти, назвав её «стремительно развивающейся любимой игрой 1999 года», высоко оценив «увлекательную» историю, «потрясающую» графику и «захватывающий дух» саундтрек. По словам Купера, механика перевоплощения героя в тела других персонажей была самой инновационной в игре. Редакция сайта Eurogamer была впечатлена атмосферными футуристическими пейзажами Омикрона и хорошо продуманной историей . Рецензент GameRevolution назвал сюжет Omikron «глубоко увлекательным», графику — «просто великолепной», модели персонажей — «поразительными», а звуки и озвучку — «в целом превосходными». Критик также оценил отсылки к кинофильмам и «атмосферную» музыкальную партитуру. Оценивая порт на Dreamcast, GamePro остались довольны игрой за счёт своего сеттинга и музыки. А оценивая ПК-версию, Нэш Вернер заметил, что игра в лучшем случае представляет собой «свежий подходу к такому забываемому жанру как квест». Он сравнил графику в игре с фильмами Тима Бёртона и фильмом «Бегущий по лезвию», назвал музыку «невероятной» и ключевой для создания атмосферы, а геймплей — «плавным». Райан Макдональд, автор обзора GameSpot к версии для Dreamcast, посчитал, что история в игре достаточно хороша, чтобы поддерживать интерес игрока на протяжении всей игры. Он счёл управление «адекватным» и заметил, что игра может похвастаться «впечатляющей» графикой и «замечательным» саундтреком. В обзоре на ПК-версию от Грега Касавина из этого же сайта восхищались моделями персонажей, их реалистичные эмоции и озвучкой. Касавин также оценил движок игры, за счёт которого Omikron имеет высококачественную визуализацию врагов, эффектов оружия и архитектуру с вида от первого лица. Джереми Данэм из IGN, оценивая Dreamcast-версию, назвал игру «уникальным» опытом, заявив, что её графика выглядит даже лучше ПК-версии. Он хвалил саундтрек, назвав его «чем-то из современного киберпанковского фильма», и механику перевоплощения. В обзоре на ПК-версию, Винсент Лопес из этого же сайта похвалил «весёлый, но простой» режим от первого лица, отдавая предпочтение рукопашным поединкам благодаря их анимациям и комбо. Винсента также впечатлило то, как «по-взрослому» подан сюжет. Грег Ведерман из PC Gamer назвал геймплей «увлекательным», особенно вид от третьего лица. Украинский русскоязычный журнал «Домашний ПК» поставил игре пять звёзд из пяти, максимально оценив такие аспекты, как графику, звук и музыку, играбельность и ценность для жанра.
В качестве недостатков Вигмор из AllGame отмечал «немного грубоватые» детали в игре, «слабую» цветовую палитру, неповоротливость персонажа при слабом управлении и очень длительные загрузки. Eurogamer раскритиковал однообразие NPC и транспорта, посредственный искусственный интеллект и управление, которое ухудшает впечатление при игре от первого лица. Редакция также критиковала систему сохранений, «претенциозную глупость» в повествовании, механику перевоплощения, некачественную графику и «плохо анимированные» модели героев. Хоть редактор GameRevolution и хвалил сюжет Omikron, он признал его «небольшую банальность», попутно подвергнув критике боевую систему. В рецензии GamePro на версию Dreamcast пренебрежительно отзывались на «универсально неудобное» управление и долгие загрузки. Нэш Вернер заявил, что игра в худшем случае представляет собой «типичную охоту за головоломками с неигровыми персонажами, которые часто могут раздражать». Он назвал модели персонажей «угловатыми», а текстуры — «мутными» и «размытыми». Райан Макдональд отмечал, что смешение жанров в игре было провалом, остался разочарован в обещании иммерсивного мира, назвав его «немного больше, чем многоугольной опорой», и комбинациями в рукопашных боях из-за их повторяемости. Касавин поддержал Райана, назвав подобный «разножанровый» геймплей «неэффективным», попутно раскритиковав «глупые» рукопашные бои, «неестественную и нереалистичную» анимацию и саундтрек, которому не хватает разнообразия. Редакция журнала «Навигатор игрового мира» писала, что попытка «нашпиговать игру мини-шутерами, микро-RPG и файтингами-малышами с треском провалилась» из-за их вторичности, недоделанными и притянутыми за уши. Джереми Данэм написал, что квест можно описать как «незаконнорождённый ребёнок Shenmue и Messiah», при этом игнорируя «явно поспешный» порт на Dreamcast. Несмотря на похвалу механики перевоплощения в других героев, Данэм отмечал, что ближе к концу он от неё устал. Винсент Лопес отмечал посредственную кадровую частоту, в особенности в режиме от первого лица. Ведерман заявил, что моменты с видом от первого лица выглядели и игрались «довольно плохо».

### Продажи и награды
Всего было продано более 600 тысяч копий, из которых 400—500 тысяч пришлись на европейские страны. Дэвид Кейдж обуславливал низкие продажи в Америке слабой рекламой Eidos.
The Nomad Soul была номинирована в категории «лучшая приключенческая игра для персональных компьютеров» 1999 года изданиями CNET, The Electric Playground и GameSpot, но во всех трёх случаях квест уступил Gabriel Knight 3: Blood of the Sacred, Blood of the Damned, Spy Fox 2: “Some Assembly Required” и Outcast соответственно. На третьей церемонии Interactive Achievement Awards Omikron выдвигалась в номинации «Выдающиеся достижения в развитии сюжета и персонажей», проиграв стратегии Age of Empires II: The Age of Kings.

## Отменённое продолжение
К январю 2000 года сиквел квеста находился на ранней стадии обсуждения разработки, его выход был запланирован к 2001 году. В качестве названия для продолжения рассматривались Nomad Soul: Exodus и Omikron 2: Karma, оно должно было выйти на Windows, PlayStation 3 и Xbox 360. После выхода Fahrenheit проект всё ещё обсуждался, но в конечном итоге был отменён в пользу Heavy Rain. В интервью журналу «Домашний ПК» от 2000 года Кейдж говорил, что подумывал о многопользовательской игре по вселенной Омикрона.

## Наследие
В ноябре 2021 года был идентифицирован омикрон-штамм SARS-CoV-2, а в декабре в Твиттере стал вирусным видеоролик с участием одного из персонажей Дэвида Боуи, в котором он объявлял о планировании восстания правительства. Популярность обуславливалась названием игры и затронутыми в ней темами. Начала распространяться дезинформация о причастности Билла Гейтса к созданию игры в попытках связать её с теориями заговора о том, что он несёт ответственность за вирус.